# Ian Kahn
Ian Kahn (Manhattan, 21 de abril de 1972) é uma ator norte-americano, conhecido por interpretar Davis Nixon em The Unusuals.
Fez participações nos seriados Dawson's Creek, Bull e Sex and the City.